# Canario (aborigen de Gran Canaria)
Canario fue la designación que los europeos dieron al pueblo aborigen de la isla de Gran Canaria (Canarias, España), quienes la habitaban antes de la conquista castellana, que en dicha isla finalizó en 1483. 
Con posterioridad, el término se extendió para designar a todos los habitantes del archipiélago canario. Si bien, algunos autores cuestionan dicha teoría.
Se trata de uno de los pueblos aborígenes de Canarias entroncados genética y culturalmente con los bereberes del norte de África.

## Etnónimo y toponimia
Existen varias hipótesis sobre el origen del término canario. Algunos investigadores suponen que deriva de la tribu bereber de los canarii del sur de Marruecos, tal y como relata el escritor romano Plinio el Viejo en su obra Historia Naturalis. Otro origen del término es el que lo hace derivar del latín Canaria, usado en la Antigüedad para designar tanto a la isla de Gran Canaria como a todo el archipiélago, o especulándose con la posibilidad de que canario sea la versión latinizada del verdadero nombre aborigen de la isla o de la etnia que la habitaba.
El término ha sido traducido por lingüistas desde una forma primaria kanar —con la adición del morfema hispano de género— como 'frente grande' o figurativamente como 'frente de combate'.
Otra hipótesis plantea que el término proviene de los fenicios o cananeos, que se autodenominaban kena'ani, y cuyos navegantes fueron los primeros en recalar en las costas de las islas.[cita requerida]

## Orígenes
Aunque existe controversia, casi todos los investigadores modernos consideran que tanto la población aborigen de Gran Canaria como la del resto del archipiélago procedía originalmente del norte de África, estando emparentada con los bereberes. No obstante, se mantiene la incógnita entre los historiadores sobre cómo llegaron a la isla, si por sus propios medios o transportados por otros pueblos como los fenicios, cartagineses o romanos.
La datación más antigua realizada sitúa la llegada de las primeras poblaciones aborígenes a la isla en el siglo V a. C.
Por su parte, los propios aborígenes desconocían su procedencia, tal como refleja el cronista Andrés Bernáldez en su obra Memorias del reinado de los Reyes Católicos. Según este autor, interrogados los canarios más ancianos sobre su origen solo supieron responder que: «...nuestros antepasados nos dijeron que Dios nos puso y dejó aquí, é olvidonos...».

## Características físicas

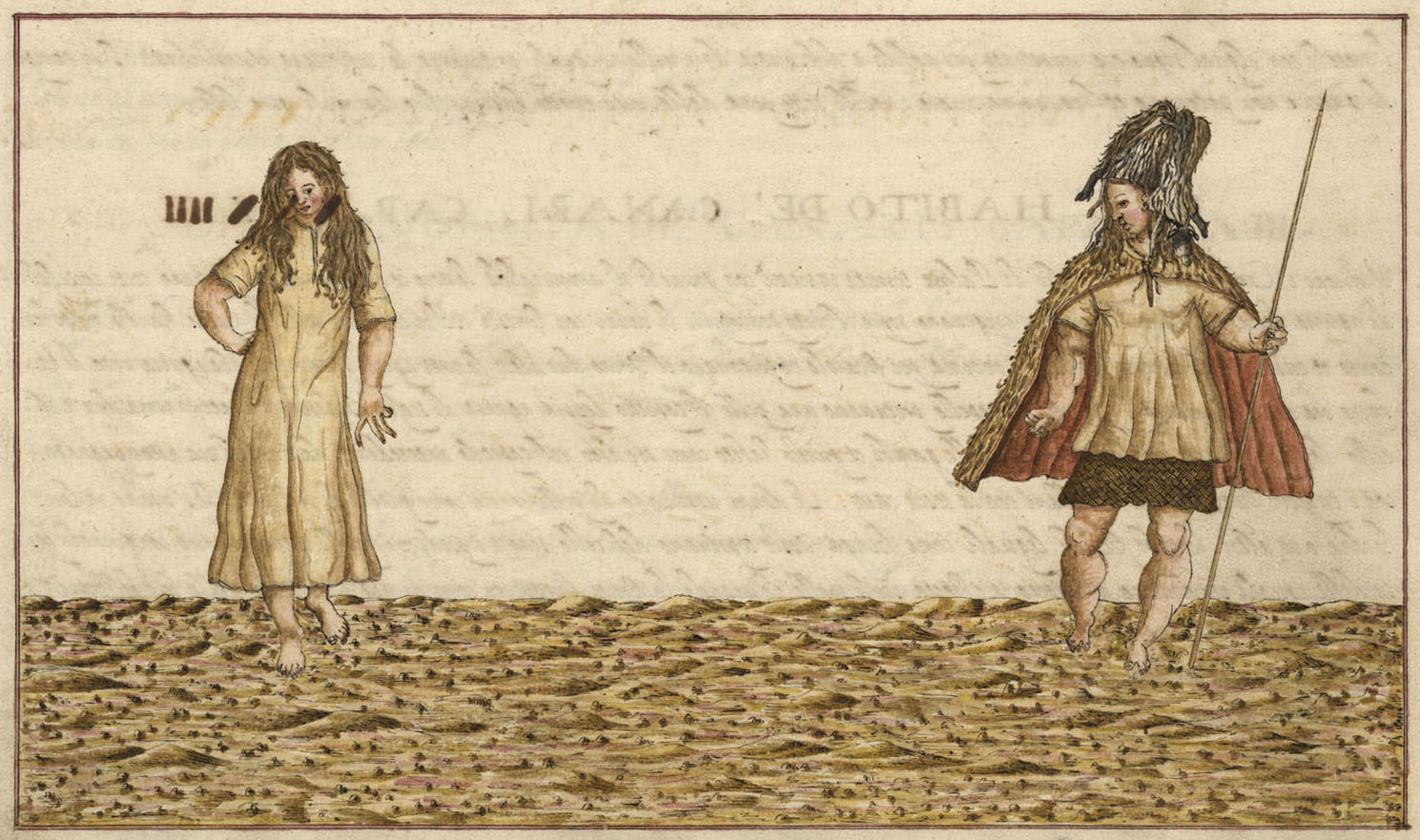
Representación de canarios según Leonardo Torriani (1588).

En cuanto a su aspecto físico, el relato del navegante Niccoloso da Recco se dice de los canarios:

Su talla no excede á la nuestra; son membrudos bastante vigorosos y muy advertidos...

Por su parte, el historiador Juan de Abréu Galindo los describe de la siguiente manera:

Eran los naturales de esta isla bien proporcionados, de buena estatura, y grande ánimo, belicosos, alegres bien acondicionados, nobles, piadosos, y verdaderos en lo que decían tenian por grande afrenta decir mentira, amigos de ponerse en lugares peligrosos en que hubiese riesgo y peligro de la vida,...

Estudios antropológicos modernos dan una estatura para los antiguos pobladores de Gran Canaria de entre 170 y 160 cm para los hombres y de entre 166 y 164 cm para las mujeres, existiendo un marcado dimorfismo sexual.

## Demografía
No existen datos fiables sobre el número de aborígenes en el momento de la conquista, pero según los primeros historiadores Gran Canaria era una de las islas más pobladas, siendo su población de entre 10 000 y 30 000 habitantes.

## Economía y subsistencia

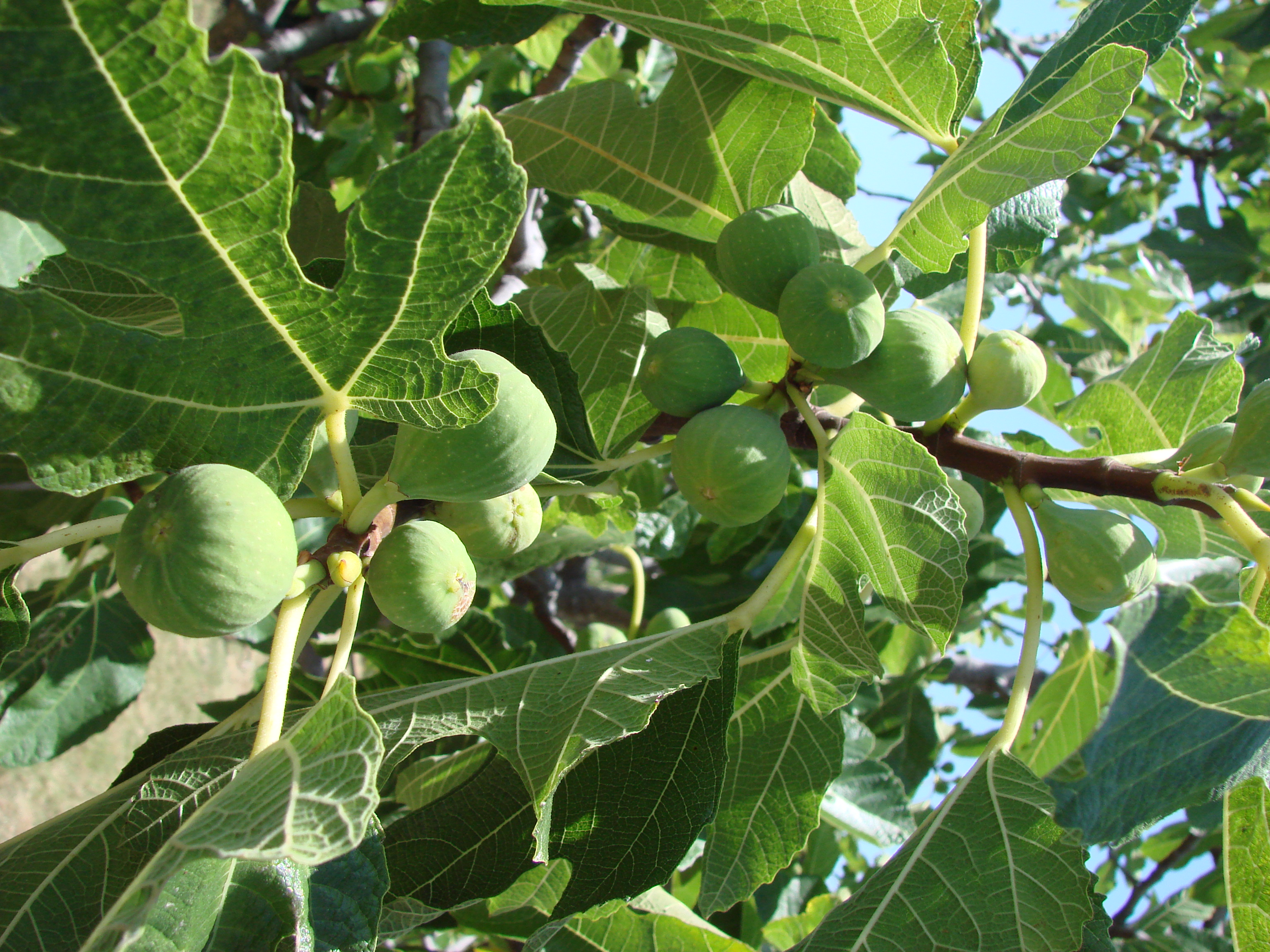
Los higos formaban parte importante de la alimentación aborigen.

La economía de los antiguos canarios se basaba principalmente en la agricultura, apoyada por una importante actividad ganadera.
La agricultura de Gran Canaria, la más desarrollada del archipiélago, era tanto de secano como de regadío, cultivándose cereales −principalmente cebada o azamotan y también trigo que transformaban en gofio una vez tostado y molido el grano−, leguminosas −arvejas, habas y lentejas− e higueras. El cultivo de estos últimos frutales parece haber sido bastante importante en la cultura insular, estando aceptada su introducción por los propios aborígenes en contra de la antigua opinión de haber sido traídos por los mallorquines en el siglo XIV.
El excedente se almacenaba en graneros comunales.
En cuanto a la ganadería, poseían sobre todo cabras que denominaban aridaman, así como ovejas o tahatan de una raza africana sin lana, cerdos o taquasen y dos razas de perro de mediano tamaño llamados cuna, siendo una de ellas, la más abundante en el registro arqueológico, de aspecto similar al dingo australiano. Las pruebas arqueológicas apuntan asimismo a la cinofagia o consumo del perro como alimento entre los aborígenes grancanarios.
De los animales domésticos, además de carne, se obtenía leche y productos derivados como el queso o la manteca.
La alimentación se complementaba con la recolección de frutos y semillas silvestres como los mocanes, bicácaros, madroños, piñones y dátiles, el aprovechamiento de la miel de colmenas salvajes y la caza de lagartos gigantes, aves y cerdos asilvestrados.
Los productos del marisqueo y la pesca también eran importantes en la dieta aborigen, existiendo cierta diferenciación social en la práctica de ambos casos, estando la pesca monopolizada por la clase noble mientras el marisqueo era desarrollado por el resto de la población. Entre los productos del marisqueo abundan en los yacimientos arqueológicos especies de los géneros Patella, Cardium, Conus, Trochus y Osilinus, mientras que de la pesca las especies más consumidas eran las sardinas, las viejas y diferentes tipos de espáridos.

## Hábitat

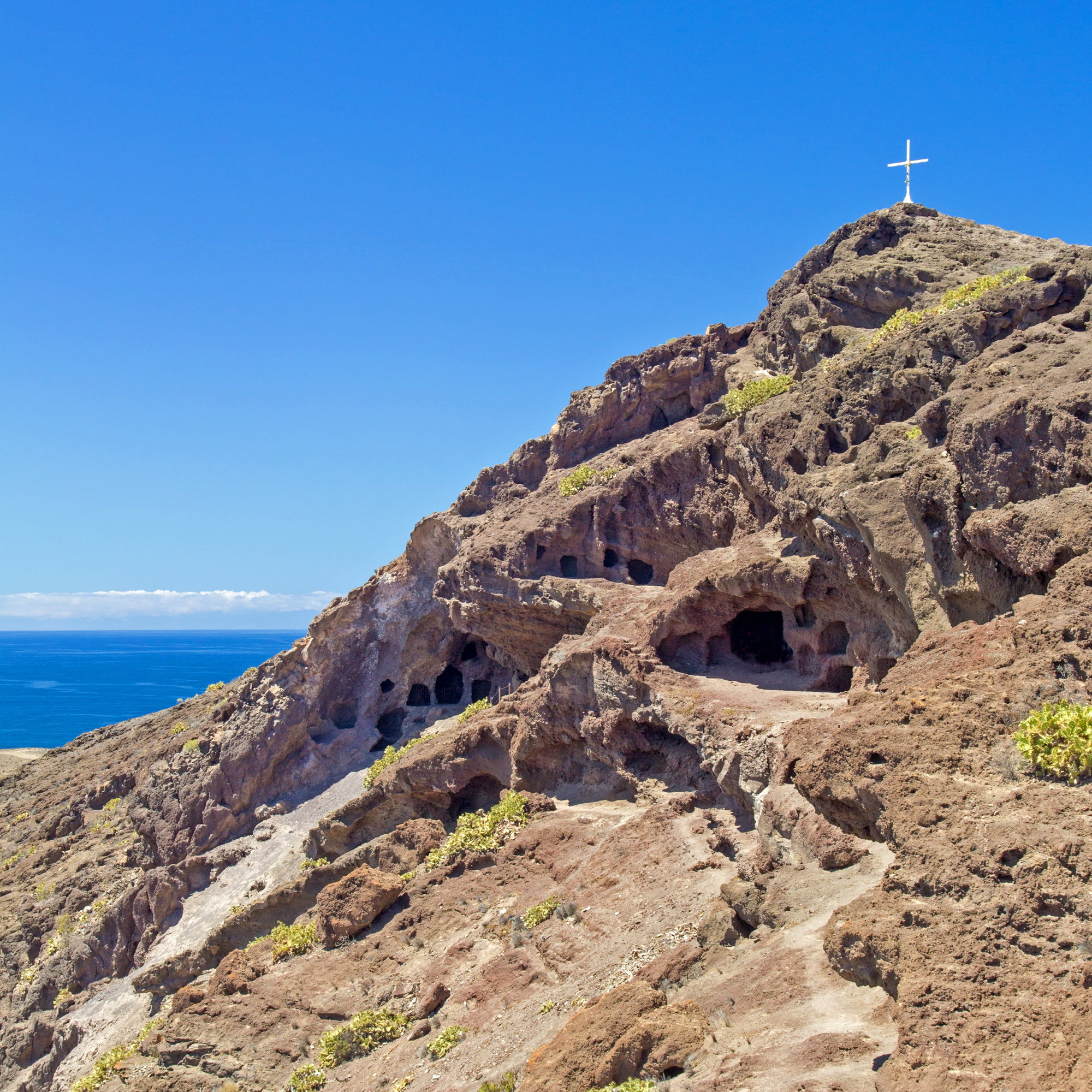
Cueva de los Canarios, ejemplo de poblado de cuevas artificiales.

### Viviendas y asentamientos
El hábitat de los aborígenes grancanarios era eminentemente troglodita, aunque también eran hábiles en la construcción de casas de piedra. Una característica del hábitat grancanario frente al del resto del archipiélago era la presencia de poblados que pueden ser catalogados como auténticas proto-ciudades.
Las cuevas utilizadas eran las naturales, que abundan en la geografía insular, así como otras excavadas por ellos mismos en la roca, existiendo posiblemente oficiales especializados encargados de esta tarea.
La cueva artificial era excavada en materiales volcánicos blandos, como las tobas, eligiéndose lugares en las laderas de los barrancos o las zonas altas de las montañas con buena insolación y protegido de los vientos. El interior de la cueva presenta una tipología variada, estando constituida generalmente por un espacio central con varias habitaciones anexas excavadas en los laterales y en el fondo de la cueva frente a la entrada. En algunos casos varias cuevas se comunican entre sí, disponiéndose en el espacio también en diferentes niveles conectados por sendas o escaleras acondicionadas artificialmente. Las cuevas contaban asimismo con oquedades a modo de ventanas y puertas de madera.

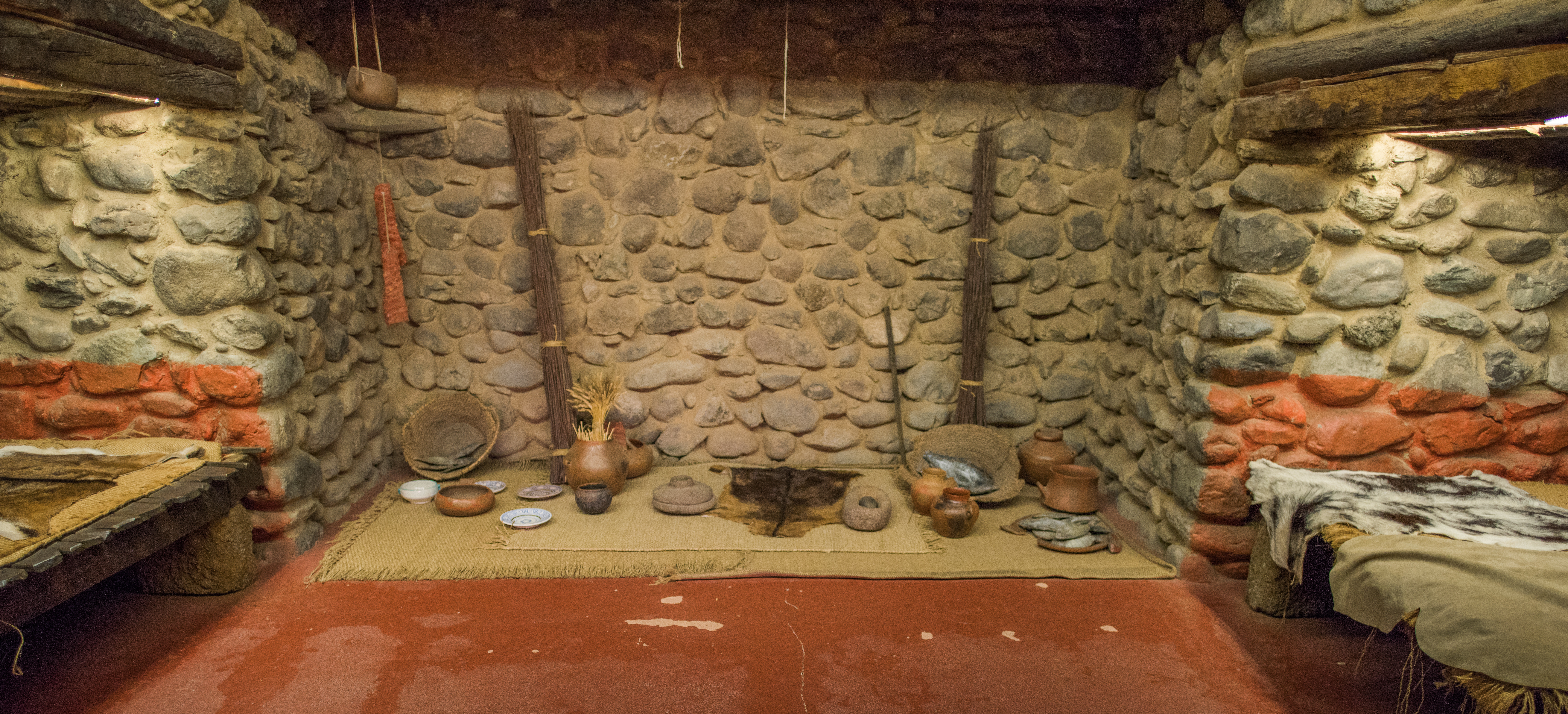
Reconstrucción del interior de una casa aborigen

Las casas eran construcciones de planta angular —oblonga, rectangular, cuadrada o cruciforme— en el interior y circulares u ovaladas en el exterior. Las paredes estaban constituidas por piedras secas superpuestas formando un doble muro de más de un metro de espesor con un espacio entre ambos rellenado por piedras más pequeñas. La techumbre estaba formada por travesaños de madera —generalmente de pino canario— sobre los que se apilaban lajas de piedra y ramas, cubiertos luego por tierra apisonada. Estas viviendas llegaron a formar densos asentamientos tanto en la costa como en el interior. Los poblados de casas se hallaban generalmente en las zonas llanas próximas a los cauces de los grandes barrancos. En algunos lugares convivían los poblados de cuevas con las casas, destacando los de Gáldar, o los de Cendro y Tara en la demarcación de Telde.

### Lugares de enterramiento

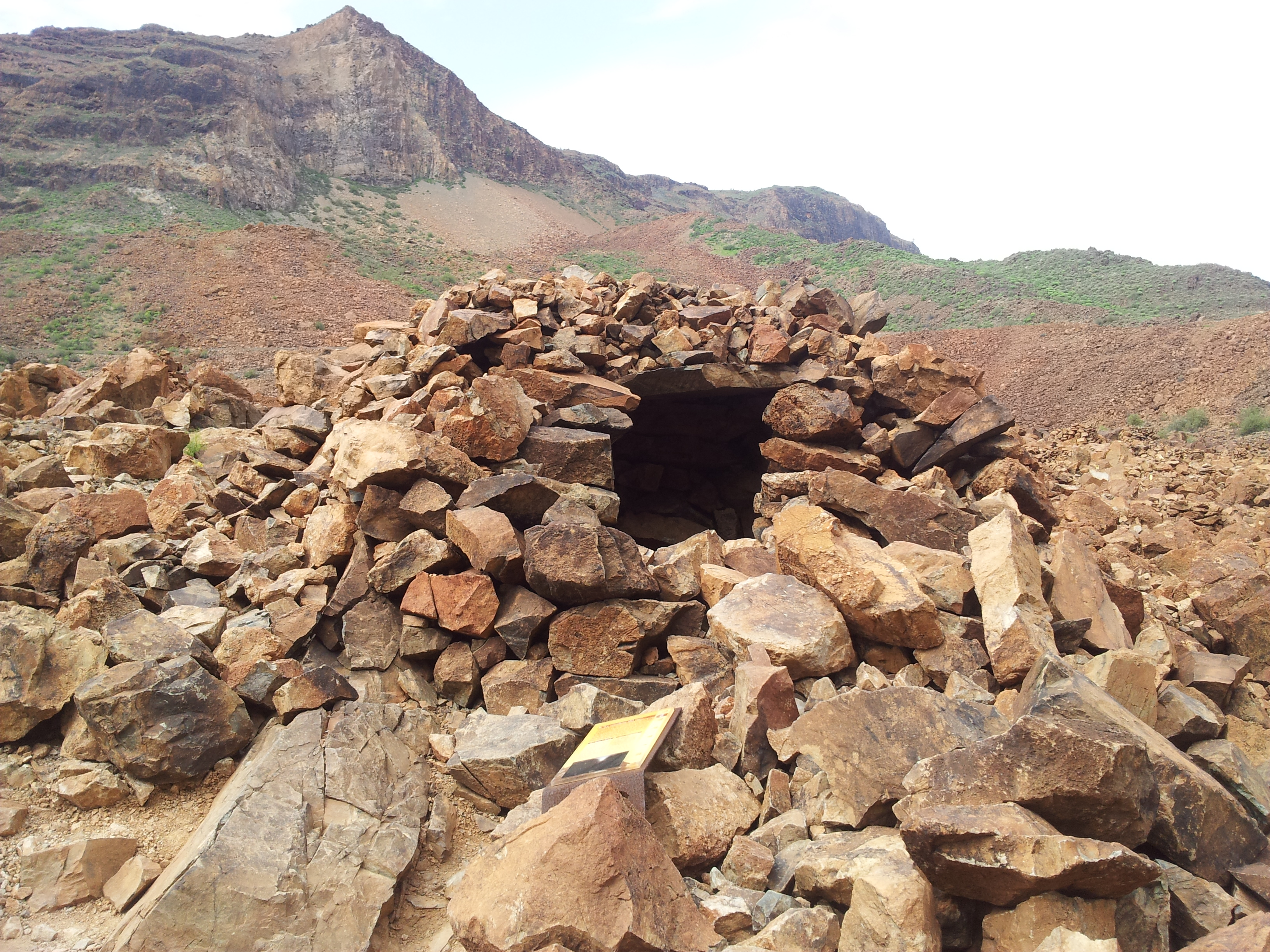
Aspecto del conocido como «túmulo del Rey», en la necrópolis de Arteara.

Los antiguos canarios daban sepultura a sus muertos tanto en cuevas, oquedades y tubos volcánicos como bajo túmulos funerarios, siendo esta última una práctica común en Gran Canaria.
El enterramiento en cueva se halla por toda la isla, pudiendo ser individual o colectivo formando necrópolis, y situándose aislada en el terreno o como parte de los poblados. El interior de la cueva era parcialmente acondicionado de diversas maneras; la entrada estaba generalmente tapiada con un muro de piedra y en algunas necrópolis aparecen muros interiores que delimitan los espacios sepulcrales.
Los cuerpos, que según la práctica aborigen no podían estar en contacto directo con el suelo, se colocaban sobre camillas de madera de sabina o drago, lajas de piedra o bien sobre una yacija de elementos vegetales y lapilli. Los cadáveres eran envueltos en capas de piel o en esterillas de junco, palma o mimbre, y junto a ellos se colocaba ajuar doméstico como vasijas y punzones, así como bastones y armas.
Por su parte, el enterramiento en túmulo se concentraba en las zonas próximas a la costa, en terrenos pedregosos y relativamente llanos, existiendo diferentes tipologías:

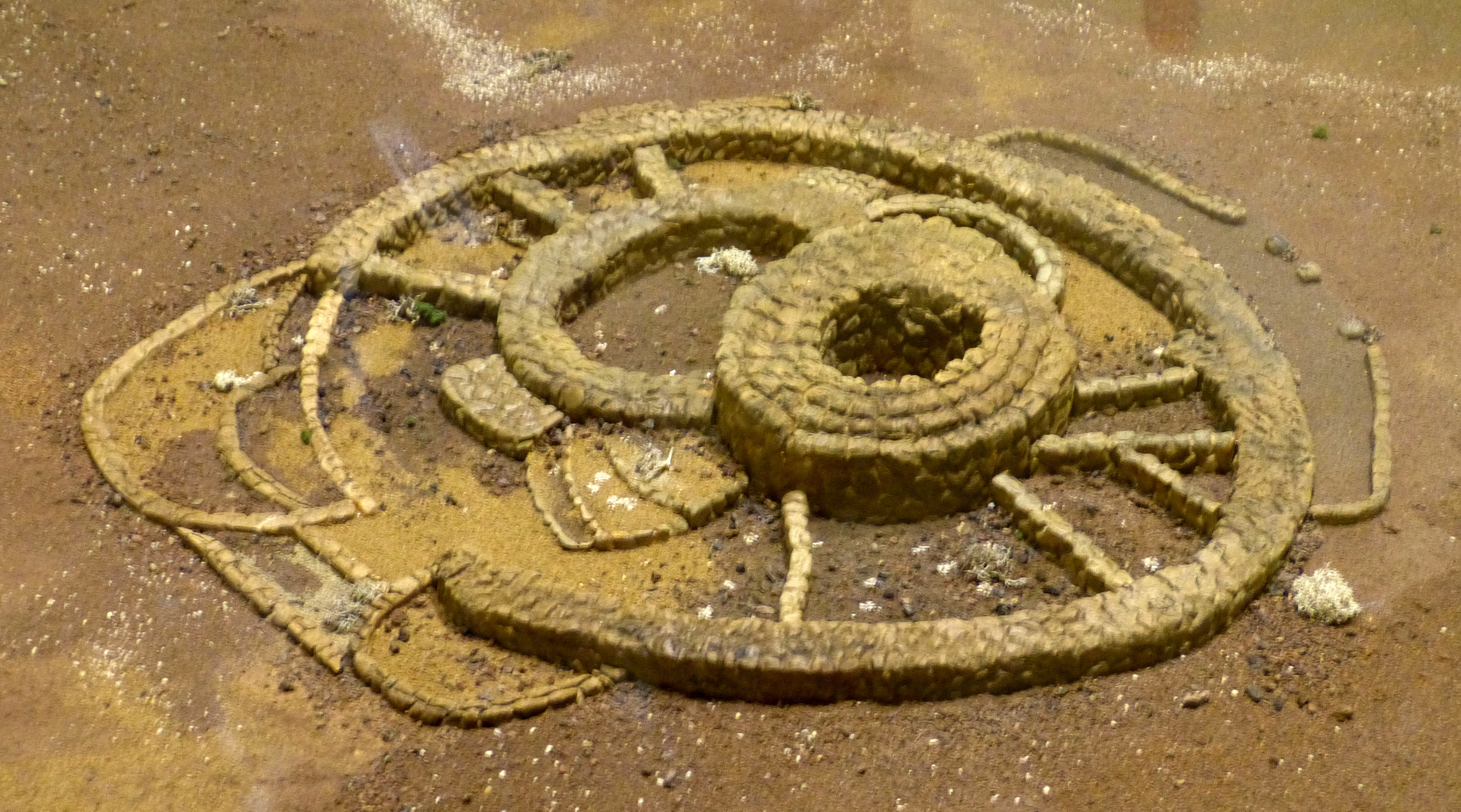
Ejemplo de túmulo colectivo. Réplica en miniatura del túmulo de La Guancha.

- Túmulo simple. Está formado por una acumulación de piedras de forma troncocónica con base circular, oval o cuadrada, que cubre una fosa individual excavada directamente en la tierra o protegida por losas de piedra a modo de cista. Este tipo de túmulos se hallan agrupados formando necrópolis, estando generalmente rodeados de una pared de piedras a modo de delimitación del espacio sepulcral. Como ejemplo de este tipo de enterramiento tumular destaca la necrópolis de Arteara.
- Túmulos colectivos. Están constituidos por una estructura de base circular u oval, con un torreón central del que parten varios radios que delimitan, en las gradas o escalones concéntricos al núcleo principal, diversas fosas o cistas. Destacan la necrópolis de La Guancha, en Gáldar.

Un tercer tipo de enterramiento practicado por los aborígenes era la inhumación en fosas directamente excavadas en la tierra.

### Otras construcciones

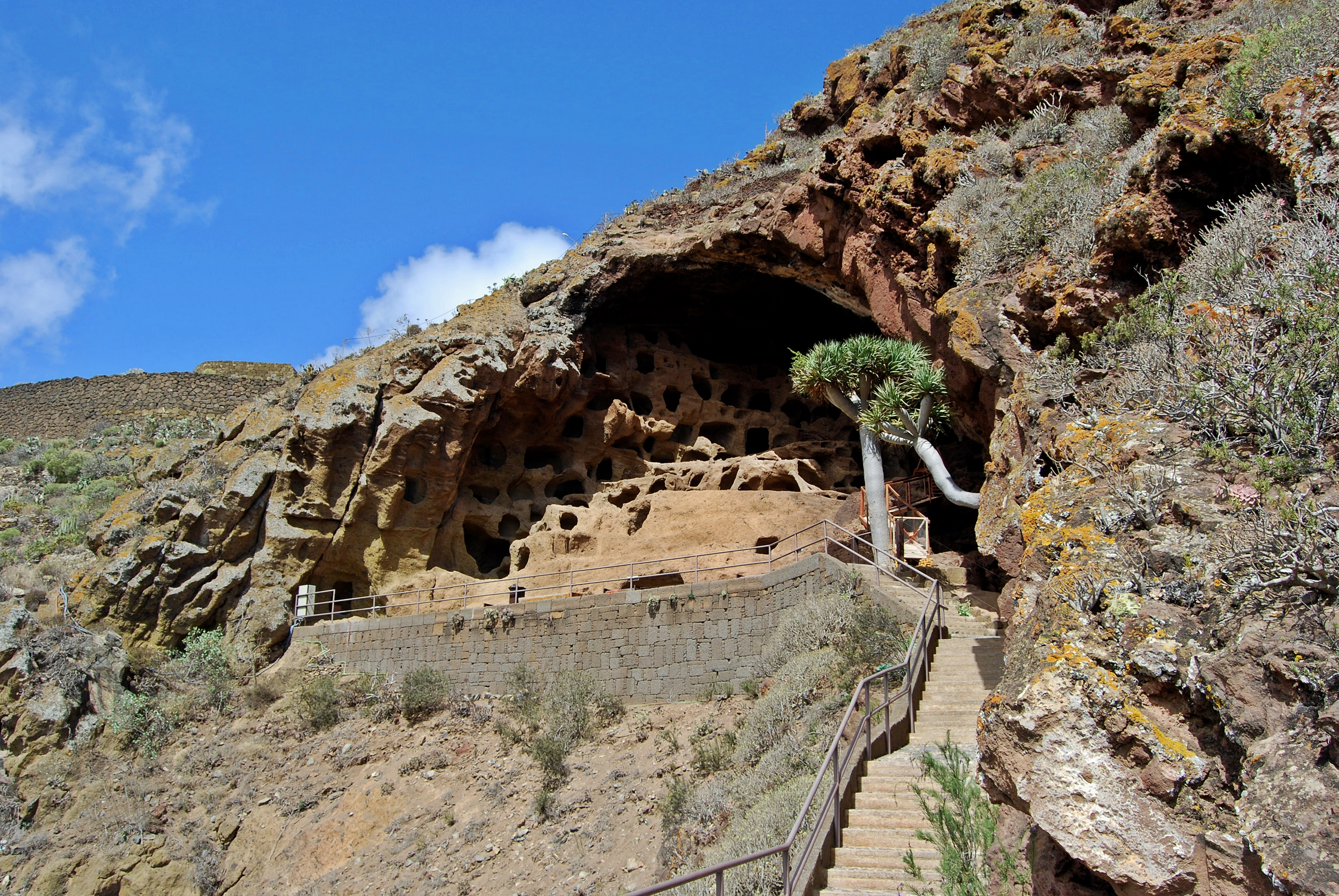
Cenobio de Valerón, granero comunal aborigen ubicado en una ladera escarpada.

En algunos poblados como los de Tufia o La Guancha aparecen estructuras anexas a las casas en forma de amplias plazas amuralladas que pueden corresponderse con el lugar donde los canarios «solian hacer sus fiestas, juegos y justicia de malhechores» según los primeros historiadores. Algunos investigadores modernos comparan esta estructura con el tagoror guanche.
Una tipología particular de poblado eran los que se construían en torno a los graneros colectivos. Estos se situaban en lo alto de las montañas o roques, constituyendo verdaderos poblados fortificados a donde la población se recogería en tiempos de peligro, como hicieron durante los últimos momentos de la conquista castellana. Estos poblados fortificados estaban compuestos por cuevas de habitación, grandes espacios donde estabular el ganado y oquedades a modo de almacenes. Destacan en este sentido las «fortalezas» localizadas en el interior de las calderas de Tejeda y Tirajana.
Las fuentes históricas parecen sugerir que las cuevas artificiales eran utilizadas por la clase noble aborigen, mientras que las casas de piedra eran propias del común de la población.

## Industria

### Cerámica

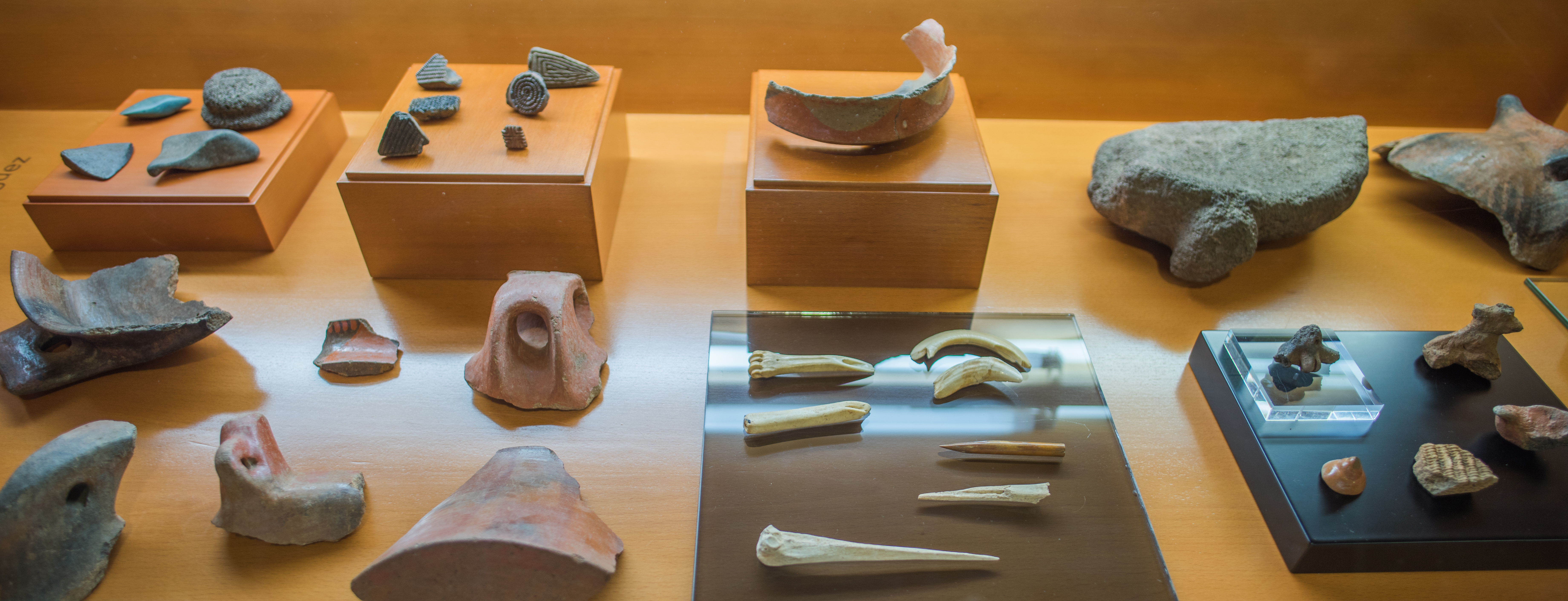
Diversos utensilios de la cultura aborigen.

Su cerámica, la más elaborada del archipiélago, se realizaba sin torno.

### Indumentaria
Los aborígenes de Gran Canaria utilizaban vestidos hechos tanto con piel de cabra como con tejidos vegetales, estos últimos característicos de la cultura grancanaria.
El grueso de la población vestía con unos taparrabos o faldas cortas hechas de hojas de palma tejidas con fibras de junco, ceñidas por encima del talle con cintos. Otra pieza de la indumentaria era el tamarco, una especie de capa de piel con pelo que era utilizada como abrigo, confeccionándose también con piel trajes talares. Utilizaban además tocados de plumas y una especie de montera hecha con el pellejo entero de un cabrito con las patas colgando a los lados y amarrados al pescuezo. Como calzado utilizaban sandalias hechas con cuero de cabra o cerdo.
Todos los vestidos eran teñidos con tintes naturales.
Según Niccoloso da Recco las mujeres casadas se cubrían el busto con pieles de cabra blancas, mientras que las solteras iban con el pecho descubierto.

### Armas
Entre las armas que utilizaban los canarios se encuentran dardos arrojadizos llamados susmago, garrotes o mazas con engrosamiento en su extremo y en ocasiones con lajas de piedra incrustadas, lanzas de unos dos metros con las puntas endurecidas al fuego denominadas amodaga, y una especie de espadas de madera denominadas magado o majido. También poseían escudos de madera de drago pintados de rojo, negro o blanco, o con motivos ajedrezados.
Las maderas utilizadas en su confección eran generalmente de pino, sabina, acebuche, barbusano y orijama.

## Organización sociopolítica

### Estructura social y gobierno

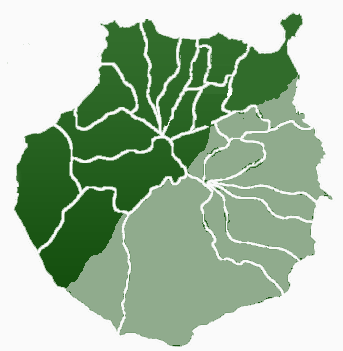
División territorial de la isla en los «guanartematos» de Gáldar −verde oscuro− y Telde −verde claro−.

La sociedad se dividía entre nobles y villanos o trasquilados, denominados así porque llevaban el cabello y barba cortos.
Los antiguos canarios tenían una organización política considerada protoestatal, situándose en la cúspide de su organigrama social el guanarteme o rey.
El historiador del siglo XVIII Pedro Agustín del Castillo ahonda en la organización política aborigen, diciendo que en cada población había un faycan a modo de gobernador acompañado de varios guayafanes o regidores según el tamaño del poblado. También indica la presencia de capitanes de guerra llamados fayahuracan. Todos estos cargos eran elegidos por el guanarteme junto a su consejo formado por los nobles más destacados o hecheres-hamenatos.

### División territorial
Según la tradición histórica la isla se hallaba gobernada por numerosos jefes tribales independientes hasta épocas próximas a la llegada de los conquistadores normandos en 1402. El orden insular era mantenido por una mujer, Atidamana, a quien todos respetaban y obedecían y que poseía caracteres de gran sacerdotisa. No obstante, algunos jefes comenzaron a cuestionar su autoridad, por lo que Atidamana se casó con un caudillo guerrero de Gáldar llamado Gumidafe, y juntos hicieron la guerra al resto de jefes logrando finalmente el control total de la isla y unificando su gobierno.
En las primeras décadas del siglo XV la isla había sido dividida por dos hermanos descendientes de Gumidafe y Atidamana en las demarcaciones territoriales de Gáldar y Telde, modernamente denominadas guanartematos, y que a su vez se encontraban organizadas en seis cantones o guayratos cada una, a cuya cabeza administrativa se hallaba un guayre. Los cantones de Gáldar eran: Agaete, Aquerata, Artebirgo, Arucas, Gáldar y Tejeda; mientras que los de Telde eran: Agüimes, Arguineguín, Tamaraceite, Telde, Tirajana y Utiaca.
A la llegada de los conquistadores castellanos en 1478 la isla se hallaba en un período político convulso, ya que el guanarteme de Telde había muerto siendo su heredero aún niño, y el faycán de esta demarcación, que actuaba como gobernador, cuestionaba la autoridad del nuevo guanarteme de Gáldar Tenesor Semidán.

## Religión

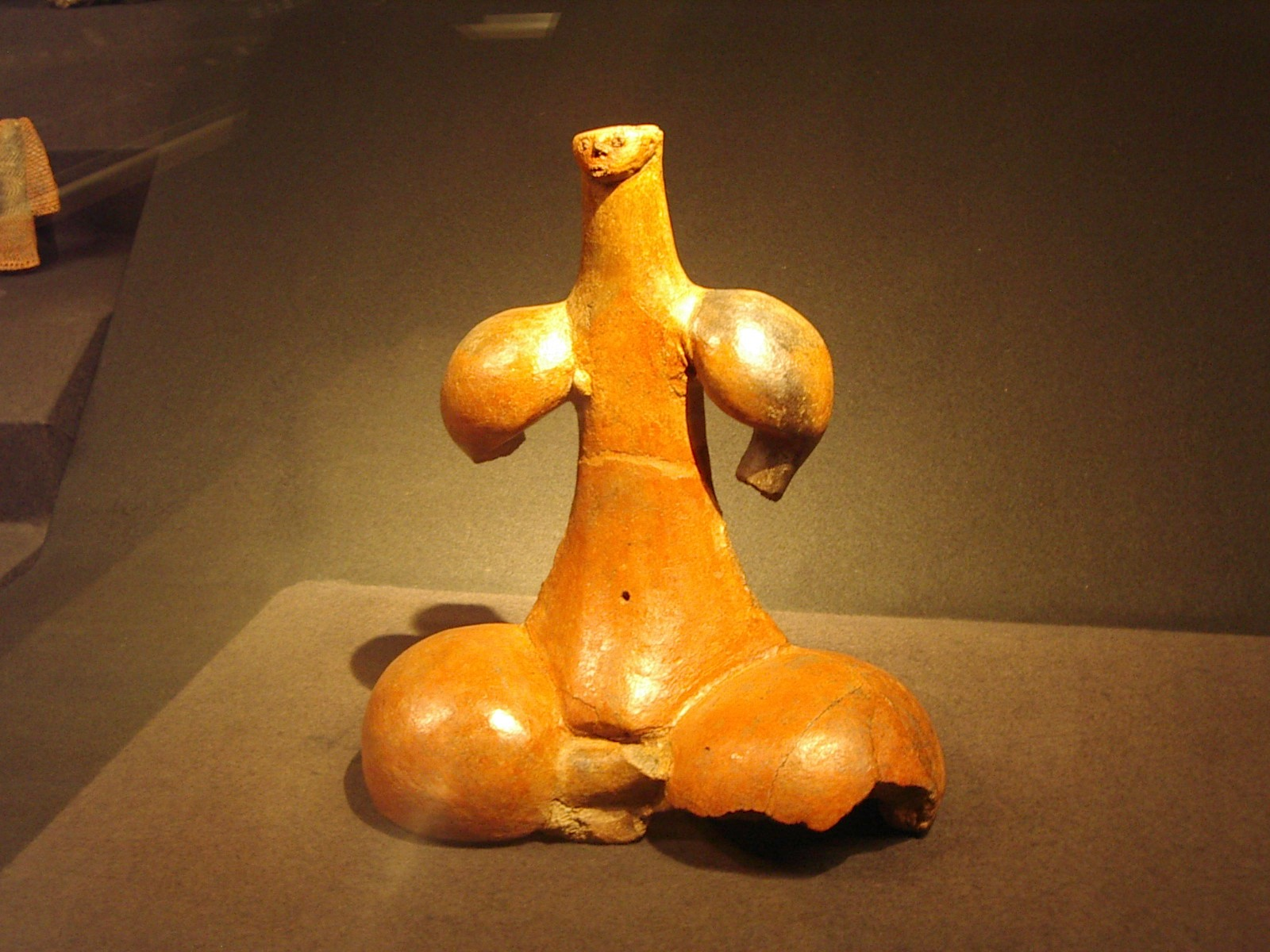
El llamado «ídolo de Tara», en el Museo Canario.

### Creencias
Los aborígenes de Gran Canaria eran deístas, creían en un Ser Supremo creador y sustentador al que denominaban Acorán, Alcorán o Alcorac. Adoraban también a los astros como al Sol, al que llamaban Magec y que para ellos que era el origen de las almas humanas o maxios. Creían asimismo en un principio maligno que sufría tormentos en las entrañas de la tierra al que llamaban Galiot o Gabiot, y que se les aparecía con la apariencia de grandes perros lanudos a los que llamaban tibicenas.
Cabe mencionar también la presencia de canarios cristianos en la sociedad aborigen antes de la conquista debido a la acción evangelizadora llevada a cabo por misioneros franciscanos en Gran Canaria. Estas misiones tuvieron lugar durante dos períodos: entre 1352 y 1391, años en que funcionó el obispado de Telde dirigido por franciscanos mallorquines, y nuevamente entre 1462 y 1473 con la fundación de un eremitorio también en Telde.

### Lugares de culto

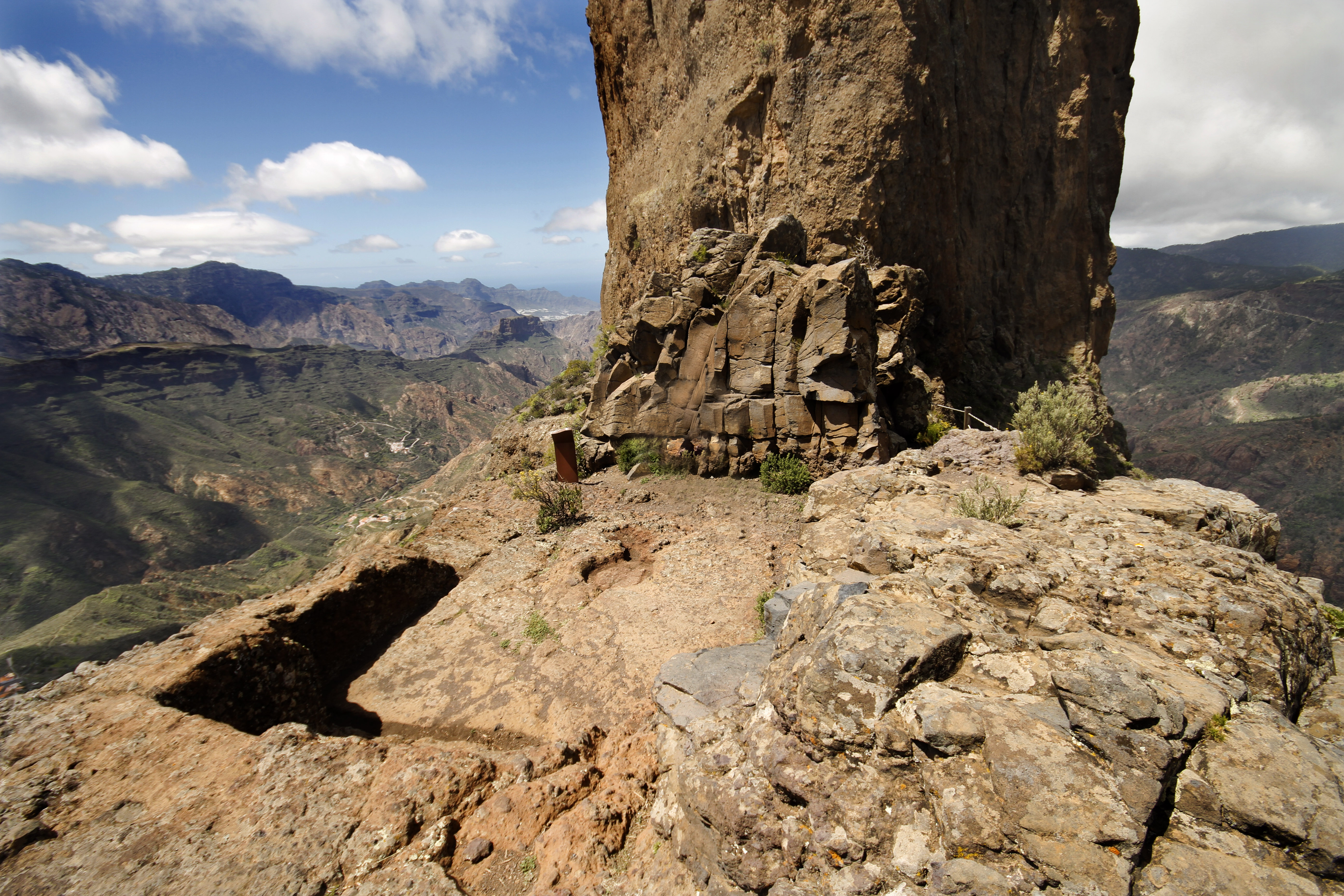
Supuesto almogarén o santuario aborigen al pie del roque Bentayga.

Los antiguos canarios tenían diferentes lugares de culto a los que denominaban almogarén. Estos se ubicados en la cima de las montañas y roques, y consistían en conjuntos de huecos o cazoletas excavados en la piedra y comunicados con canales, donde derramaban leche o manteca a modo de ofrenda.
Un tipo particular de almogarén eran aquellos ubicados en el interior de cuevas artificiales, con grabados rupestres que representan triángulos púbicos en las paredes y cazoletas excavadas en el suelo, como la cueva C7 del complejo de cuevas de Risco Caído, que tiene la particularidad de su estructura abovedada (caso único en las islas) y contar con un orificio artificial que al recibir la luz del amanecer produce un efecto óptico peculiar sobre las imágenes impresas en la pared de la cueva.
Algunos autores como el catedrático en Historia Antonio Tejera Gaspar sugieren la creencia de los aborígenes en el concepto de axis mundi, situándolo en el roque Bentayga por sus condiciones morfológicas y geográficas.

### Ritos y celebraciones
Los ritos religiosos eran dirigidos por el faycán, ayudado además por una institución de mujeres «santas» llamadas harimaguadas.
Entre los rituales que se conocen están aquellos propiciatorios de lluvia. Esta ceremonia era dirigida por el faycán y asistida por las harimaguadas, y consistía en una procesión de la población a las montañas sagradas de Tirma y Amagro portando ramas de árboles. En el lugar sagrado las harimaguadas derramaban leche y manteca, danzando y cantando alrededor, mientras la gente clamaba al cielo. Después, el faycán conducía la procesión hasta el mar, donde todo el mundo con ramas daba golpes en la superficie.

#### Práctica de la momificación
En Gran Canaria existe en la actualidad un debate sobre la auténtica naturaleza de las momias de los antiguos habitantes de la isla, pues investigadores señalan que no existió una verdadera intencionalidad de momificar al difunto y que la buena conservación de algunas de ellas se debe más bien a factores ambientales, como también sucede en la isla de La Palma. Esto a diferencia de lo que sucede en la isla de Tenerife, donde sí existía una técnica de momificación consolidada.

## Contacto con otras culturas

### Antigüedad Clásica
Las islas fueron visitadas posiblemente por marineros fenicios y cartagineses desde el siglo VII a. C., aunque no existen documentos ni restos arqueológicos que lo atestigüen claramente.
La primera visita extranjera a Gran Canaria de la que se tiene noticia cierta es la expedición científica organizada por el rey Juba II de Mauritania en el siglo I a. C. Los expedicionarios encontraron en la isla restos de edificios y grandes perros, de los que llevaron dos al rey, aunque no se habla de ningún encuentro con los aborígenes.

### Expediciones mediterráneas

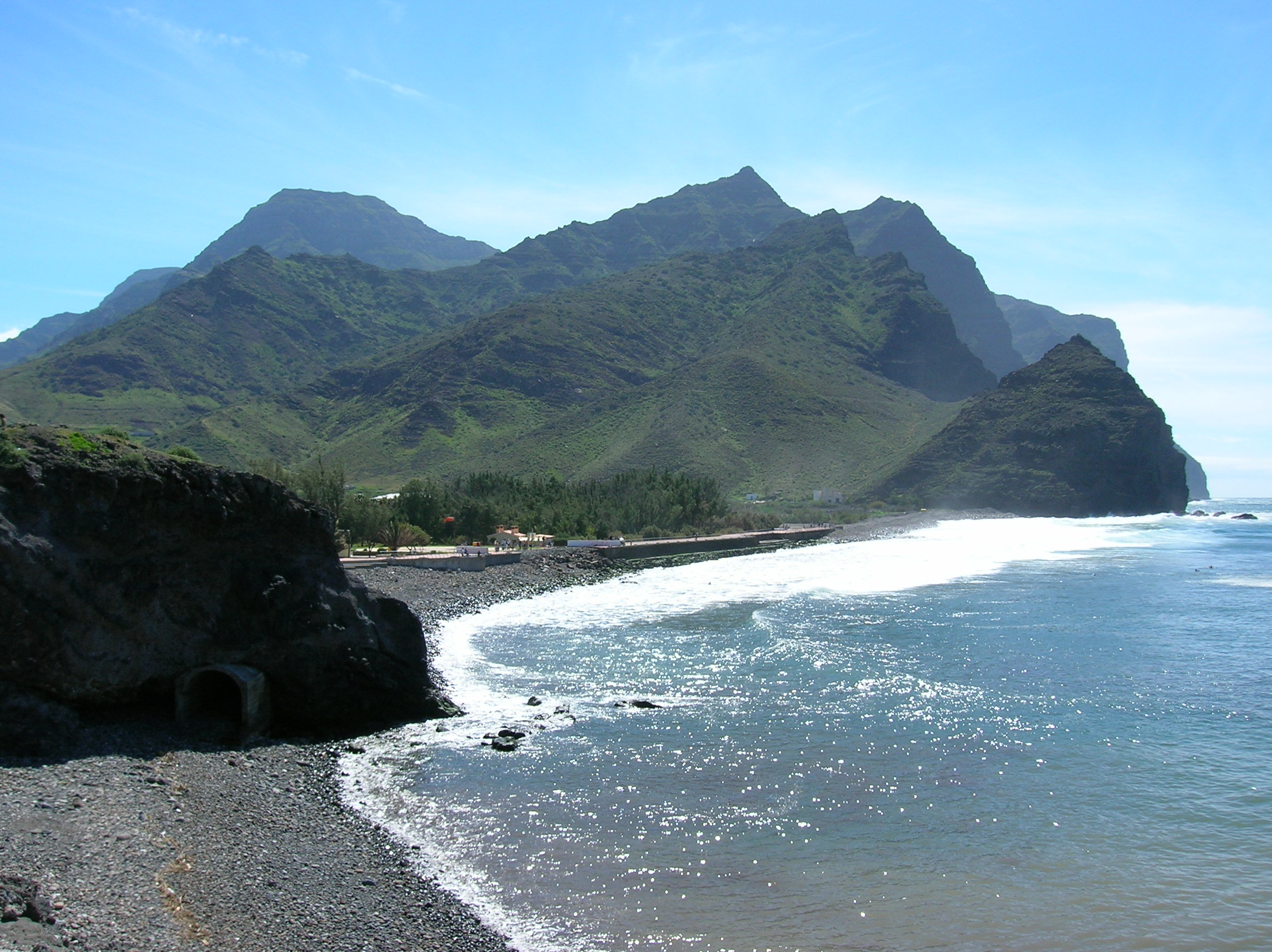
Costa de La Aldea de San Nicolás donde los misioneros mallorquines tenían construida una ermita.

Las fuentes tradicionales mencionan la llegada de misioneros cristianos durante los primeros siglos de la era común, como las visitas del propio apóstol san Bartolomé, san Avito, san Brendán y san Maclovio. San Avito predicó supuestamente en Gran Canaria en el año 106, siendo martirizado por los aborígenes. No obstante, estos relatos carecen de sustento científico, pues es sabido de hecho que este santo no existió.
En el XIII se produce el redescubrimiento de Canarias por los navegantes mediterráneos. Así, recientes hallazgos arqueológicos de monedas aragonesas en la cueva pintada de Gáldar, vinculadas al reinado de Jaime II de Aragón, apuntan a los comerciantes mallorquines como los primeros europeos en redescubrir Canarias.
Además, en 1341 las islas fueron visitadas por una expedición portuguesa formada por navegantes genoveses, florentinos y castellanos enviada por el rey Alfonso IV. Los viajeros, entre los que se encontraba Niccoloso da Recco, visitaron entre otras islas Gran Canaria, donde fueron bien recibidos por los aborígenes que se acercaron a las naves fondeadas en la bahía de Gando para comerciar con ellos.
Un año después llegan a Gran Canaria dos nuevas expediciones mallorquinas de índole comercial privada, aunque apoyadas por el rey Jaime III de Mallorca. Estas expediciones pudieron hacer razias entre los aborígenes y su ganado, al desconfiar ya estos de los europeos.
En 1352 arriba a la isla una nueva expedición mallorquina apoyada por el papa Clemente VI y por el rey Pedro IV de Aragón con la misión de evangelizar a los aborígenes. Estaba formada por treinta misioneros así como por doce canarios que habían sido capturados con anterioridad y cristianizados a modo de apóstoles. Los expedicionarios se instalaron en el poblado de Telde, donde comenzaron su misión, fundando además dos ermitas en diferentes lugares de la isla. La convivencia entre aborígenes y misioneros fue buena, existiendo intercambios económicos, hasta que en 1391 los aborígenes mataron a los trece religiosos que quedaban en la isla presumiblemente como castigo por los continuos asaltos esclavistas.

### Conquista

#### Etapa betencuriana
Con el inicio de la conquista de las islas se incrementan los contactos entre europeos y aborígenes.
En 1403 el conquistador normando Gadifer de la Salle, una vez sometidas las islas de Lanzarote y Fuerteventura, organiza una entrada en Gran Canaria para explorarla. Arriba a la playa de Gando, donde comercia con los aborígenes durante un tiempo hasta que resulta un enfrentamiento. Un año después regresa, tomando puerto esta vez en Arguineguín. Allí los canarios dirigidos por el rey Artemi o por su hijo, les tienden una emboscada y los ahuyentan.
En 1405 será su socio Jean de Béthencourt quien realice una nueva expedición a la isla. Toma puerto en Arguineguín, entrevistándose con el rey Artemi. Sin embargo, un grupo de sus hombres decide desembarcar por su cuenta, haciendo retroceder a los canarios tierra adentro. Estos, reagrupándose, rechazan el ataque logrando eliminar a la mitad de los asaltantes, afirmando Abréu Galindo que el propio rey canario también resultó muerto en la escaramuza.
A partir de entonces se suceden esporádicamente las razias esclavistas en Gran Canaria desde las islas ya conquistadas.
En 1424 una armada portuguesa fue enviada por el infante Enrique el Navegante para intentar conquistar la isla. Capitaneada por Fernando de Castro, la expedición estaba formada por doce carabelas con 2 500 infantes y 120 jinetes. Arribaron a las playas de la bahía de las Isletas, pero son prontamente atacados por los aborígenes, que los obligan a embarcarse y huir tras hacerles perder a 300 soldados.

#### Etapa señorial castellana
La etapa señorial castellana se caracteriza por los continuos intentos de los señores de la familia Peraza-Herrera por anexionar la isla de Gran Canaria a su señorío, ya con invasiones militares, ya con pactos con los aborígenes.
En 1447 Hernán Peraza arriba a Gran Canaria durante su periplo por las islas para posesionarse de sus dominios, pero no llega a desembarcar al concentrarse en las playas de la bahía de las Isletas gran cantidad de aborígenes hostiles. Será una década después, entre 1457 y 1459, cuando su yerno Diego García de Herrera, desembarca en Gran Canaria en la costa de Gando con intenciones de conquista. Allí lo reciben los canarios, enfrentándose a sus hombres y obligándolos a replegarse a sus naves. Tras varios enfrentamientos, Herrera logra negociar con el guanarteme de Telde y este accede a que Herrera construya una torre en Gando a cambio de treinta jóvenes cristianos a modo de rehenes.
En 1459 el portugués Diego de Silva y Meneses toma por asalto la torre de Gando en el marco de los enfrentamientos entre las coronas de Castilla y Portugal por el dominio atlántico-africano. Desde esta posición lleva a cabo varias incursiones contra los canarios del poblado de Telde.
En el verano de 1461 los guanartemes Egonaiga de Gáldar y Bentagoyhe de Telde llevan a cabo un pacto con Herrera en la bahía de las Isletas con presencia del obispo de San Marcial del Rubicón Diego López de Illescas. A raíz de este acuerdo, los aborígenes autorizan la construcción de un eremitorio en el poblado de Telde que es bendecido por el propio obispo. Asimismo, hacia 1465 Diego de Silva, ahora alcaide de la torre de Gando y yerno de Herrera, construye una segunda fortaleza próxima al eremitorio.
Episodio entre Silva y Egonaiga
En 1466 Diego de Silva hace una entrada en Gáldar con doscientos hombres. Los canarios apercibidos comienzan a atosigarlos, empujándolos hacia el poblado de Gáldar y cercándolos finalmente en una plaza rodeada de muros de piedra. Allí logran defenderse hasta que una mujer canaria llamada Tazirga, que había sido capturada y cristianizada, les dice en castellano que solo podrán salvarse con la ayuda del guanarteme. Llegado el rey Egonaiga al cercado, le ofrece a Silva una escapatoria diciéndole que lo tomase prisionero e intercambiara su vida por la de ellos. El engaño surte efecto y Silva y sus hombres son liberados.
Tras este episodio los canarios desconfiaron del guanarteme, creyéndolo cristiano, y los nobles se confabularon contra él planeando matarlo en el cercado donde hacían sus consejos. Enterado Egonaiga del complot fue preguntando a cada noble que entraba en el cercado dónde tenía su arma, y cada uno avergonzado la sacaba de donde la había escondido, perdonándolos uno a uno el guanarteme.
Asalto a la torre de Gando y conflictos en Telde
Entre 1473 y 1474 los canarios, hartos de las correrías y asaltos que la guarnición de Gando y su alcaide Pedro Chemida hacían en los poblados próximos, sobre todo molestos por el rapto de varias mujeres nobles isleñas, asaltan la fortaleza liderados por el guayre Maninidra. Los canarios se introducen en la torre disfrazados de soldados, matando a varios castellanos y tomando como prisioneros a más de cien, quemando también un almacén anexo a la torre.
Por entonces se suceden varios acontecimientos que convulsionan más aún la vida de los aborígenes. El guanarteme Bentagoyhe muere enfermo poco antes del asalto a la torre de Gando, dejando dos hijos menores en tutela de su pariente el rey de Gáldar, quien deja en el gobierno de Telde al faycán Guanariragua, apodado el Tuerto, que era enemigo de los cristianos y verdadero instigador del asalto a la torre. Asimismo, el guerrero canario Doramas se alza con varios compañeros contra la autoridad del guanarteme y de los guayres.
Rapto de la sobrina del guanarteme
Por su parte en el reino de Gáldar un grupo de vasallos lanzaroteños de Diego de Herrera logran apresar a Tenesoya, sobrina del guanarteme, mientras se bañaba en la costa junto a otras dos mujeres hacia 1475. Estos hombres habían sido enviados por Inés Peraza para espiar lo que pasaba en la isla con respecto a los cristianos capturados por los canarios durante los asaltos a Gando y Telde. Egonaiga exige entonces a los guayres de la isla que le entreguen a todos los cristianos cautivos, negándose el faycán de Telde. El guanarteme acude con sus guerreros y el faycán se rinde, perdonándolo Egonaiga y dejándolo en el cargo.
Una vez con todos los rehenes, Egonaiga envía diez embajadores de entre los cantones de la isla a Lanzarote para pedir perdón a Herrera por lo acontecido en Gando y hacerle entrega de los rehenes, prometiéndole además toda la orchilla que se recogiese en la isla. Por su parte, Herrera le hace entrega de Tenesoya y de todos los canarios cautivos que hubiera en su señorío.
Sin embargo, durante su estancia en Lanzarote Tenesoya se había hecho cristiana y había sido casada con Maciot II de Bethencourt, por lo que poco después de regresar a Gran Canaria huyó de la casa de su tío con ayuda de los hombres de Herrera. La tradición indica que a causa de esta huida enfermó Egonaiga, muriendo poco después y dejando la jefatura de la isla a su sobrino Tenesor Semidan en tanto su única heredera fuera menor.
Estos hechos coinciden con el fin de la etapa señorial de la conquista de Canarias, al quedar traspasados los derechos a la Corona representada por los Reyes Católicos en 1477.

## Los aborígenes en la nueva sociedad
Un grupo de investigadores de universidades puertorriqueñas realizó un estudio del ADN mitocondrial que reveló que la moderna población de Puerto Rico tiene un alto componente genético taíno y de los aborígenes canarios, sin especificar islas concretas. Este tipo de genes también se han detectado en la República Dominicana.

## Canarios conocidos
- Abenehara
- Achutindac
- Acosayda
- Adargoma
- Aduen
- Ahuteyga
- Aridany
- Artemi
- Artenteyfac
- Atacaycate
- Atidamana
- Autindana
- Bentagayre
- Bentagoyhe
- Bentejuí
- Bentohey
- Catalina Fernández Guanarteme
- Caytafa
- Chambeneder
- Doramas
- Egenenacar
- Egonaiga
- Gararosa
- Gariraygua
- Gayfa
- Gitagama
- Guanache Semidan
- Guanariragua
- Guanhaben
- Guayarmina
- Guriruquian
- Gumidafe
- Juan de Telde
- Maninidra
- María Tazirga
- Masequera
- Nayra
- Nenedan
- Pablo Martín Buendía
- Pedro
- Tasarte
- Tenesor Semidan
- Tenesoya
- Tijandarte
- Tixama
- Ventahor
- Vildacane
- Ysaco

## Yacimientos arqueológicos

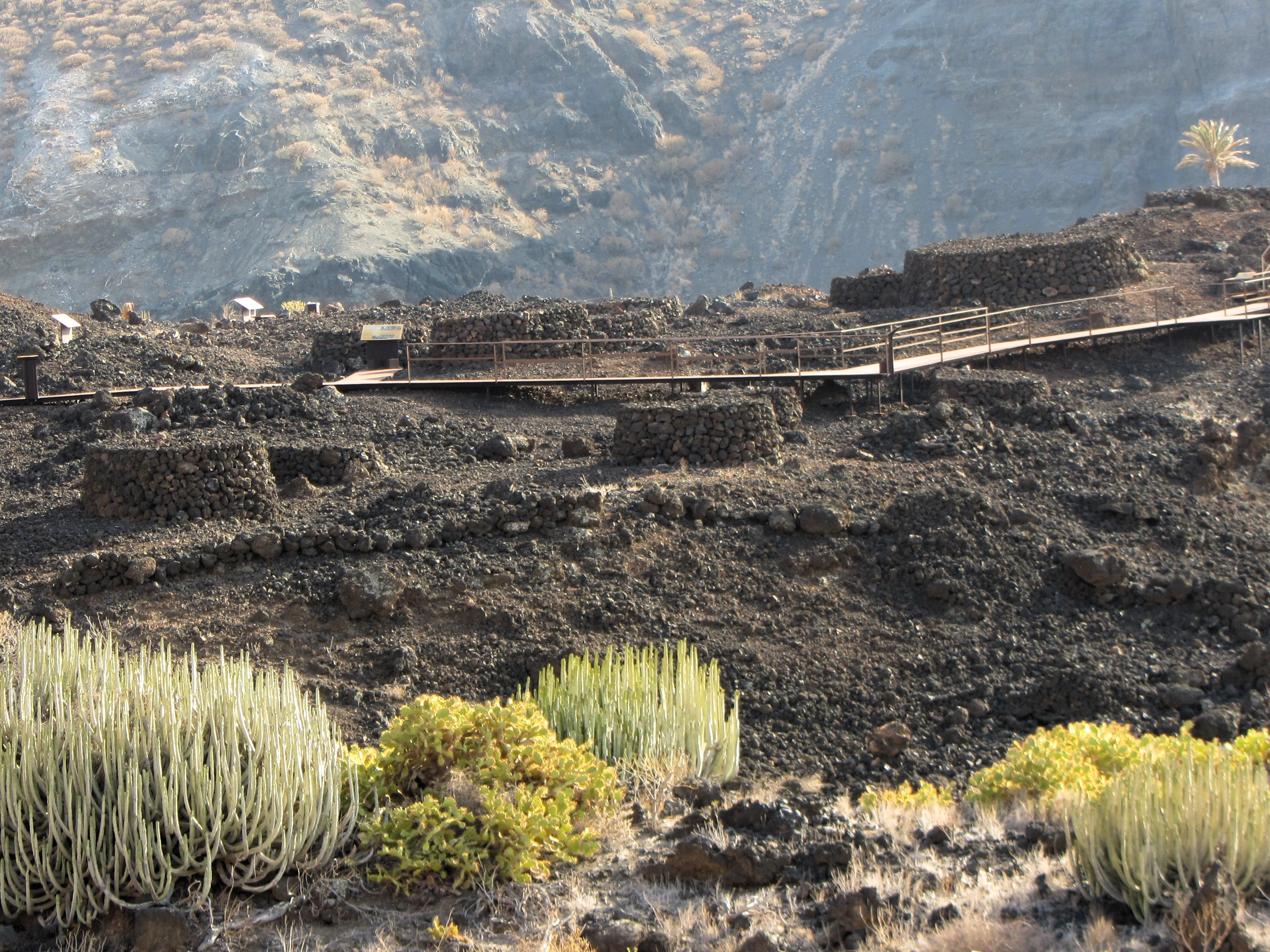
Túmulos en la Necrópolis de Maipez (Agaete).

La isla cuenta con una Red de Espacios Arqueológicos. Forman parte de esta red:
- Museo y Parque Arqueológico Cueva Pintada
- Parque Arqueológico Maipés de Agaete
- Centro de Interpretación del Roque Bentayga
- Centro de Interpretación del Barranco de Guayadeque
- Centro de Interpretación de La Fortaleza
- Cenobio de Valerón
- Cañada de los Gatos
- Necrópolis de Arteara

### Otros yacimientos
- Risco Caído
- Cuatro Puertas
- Poblado de Tufia

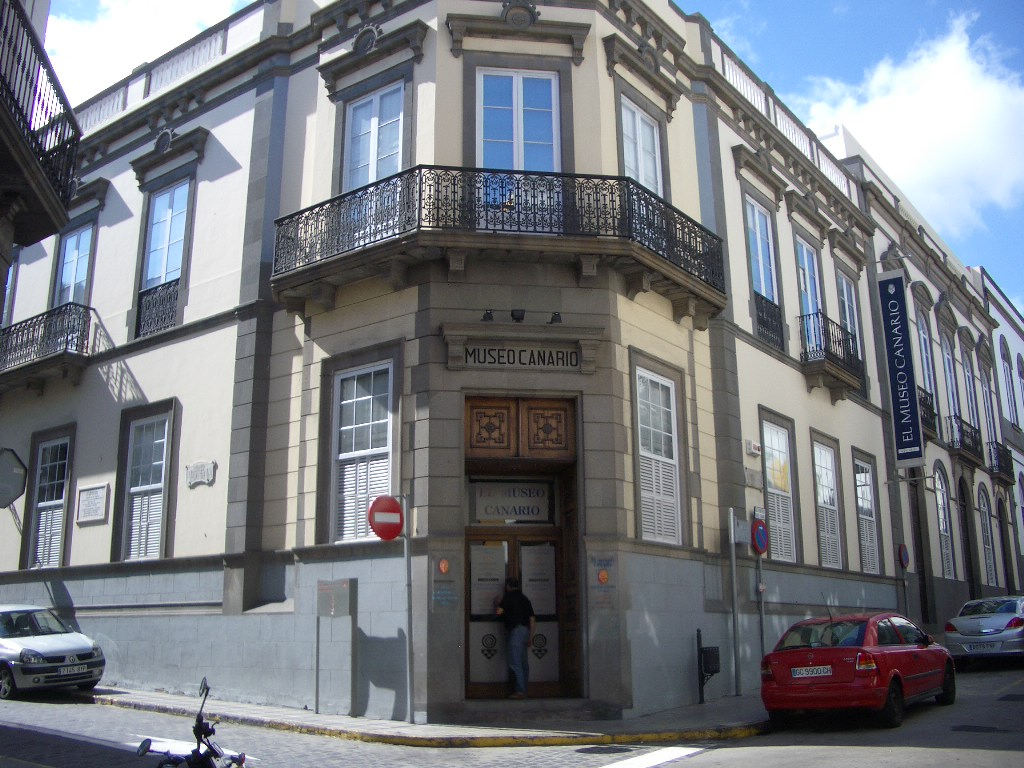
El Museo Canario en Las Palmas de Gran Canaria.

- Poblado del Agujero y necrópolis de la Guancha
- Las Crucecitas (Playa de Mogán)
- El Llanillo (Arguineguín)
- Cuevas del Guayre
- Roque de Guayedra
- Punta Mujeres
- Caserones
- La Cerera
- Mesa de Acusa
- Los Letreros de Balos (Agüimes)
- Cuevas de los Canarios (El Confital)
- Llano de las Brujas (Jinámar)

### Museos
Algunos museos de Gran Canaria poseen en sus colecciones material arqueológico de la prehistoria de la isla:
- Museo Canario
- Museo y Parque Arqueológico Cueva Pintada

### Parques temáticos
- Mundo Aborigen

## Esculturas modernas

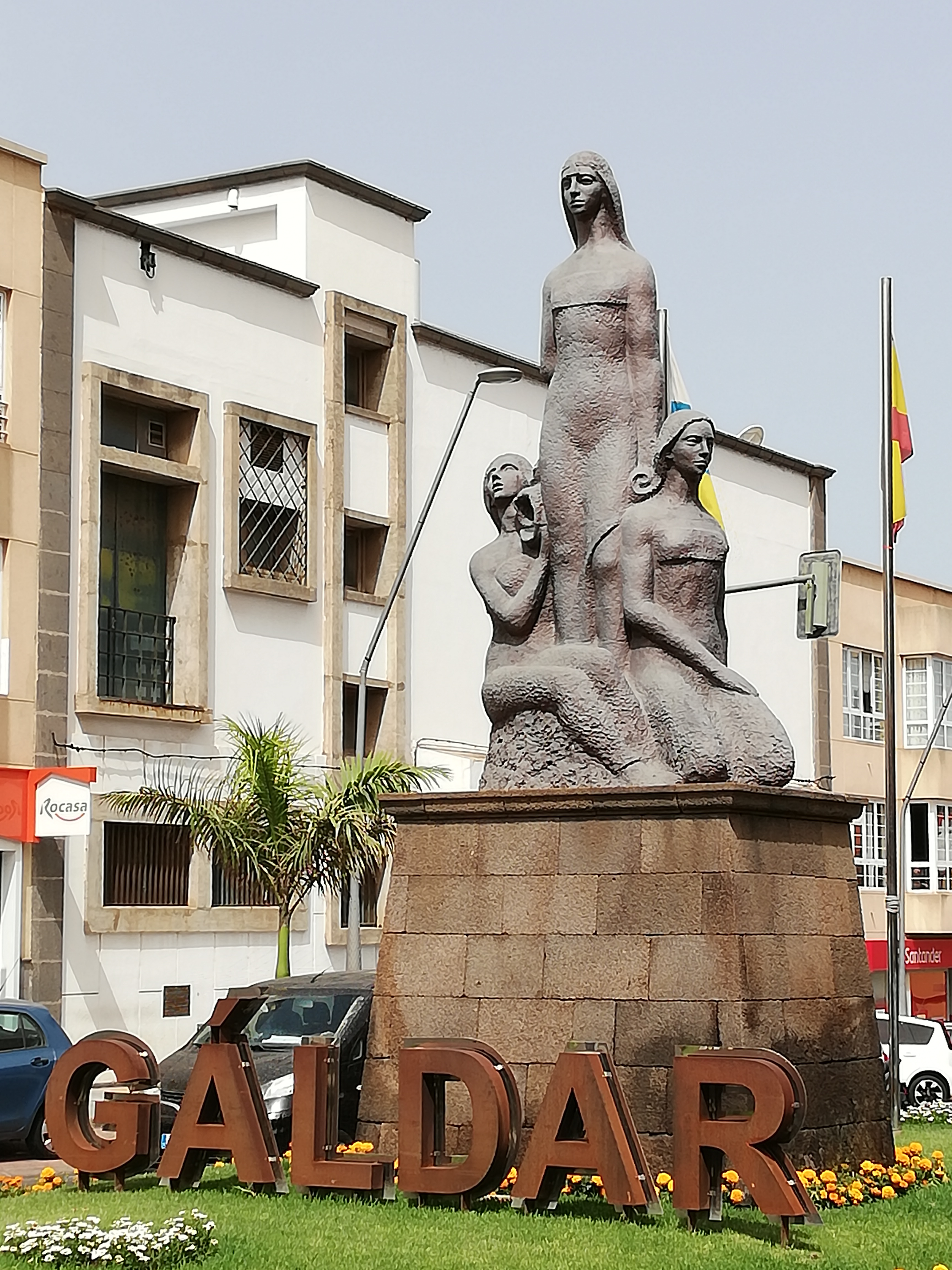
Monumento Las Guayarminas (1979), obra de Juan Borges Linares, en Gáldar. Aparecen representadas Tenesoya, Arminda Masequera y Guayarmina.
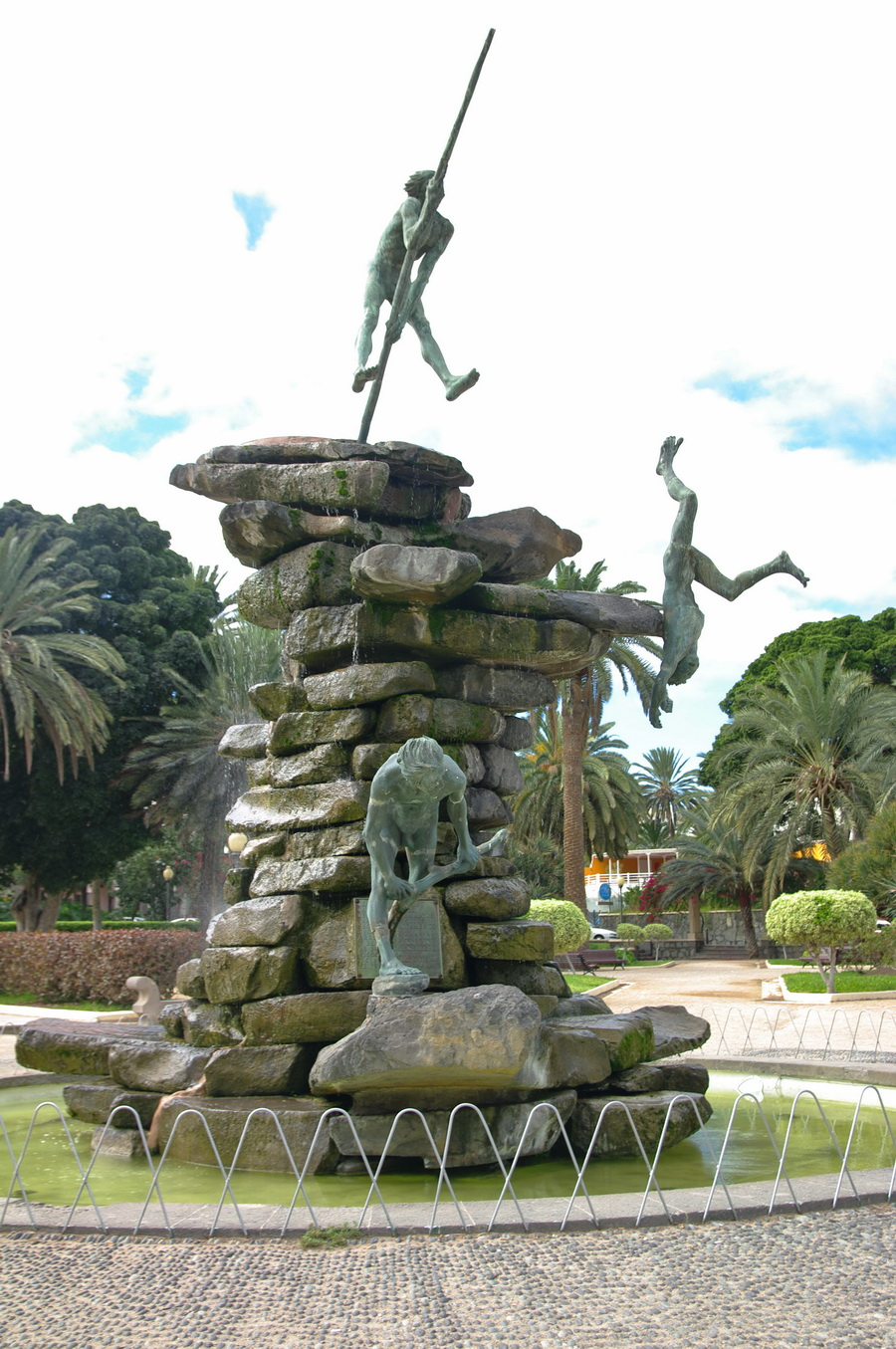
Conjunto escultórico Atis Tirma (1981), obra de Manuel Bethencourt, en Las Palmas de Gran Canaria. Representa el despeñamiento de Bentejuí en el roque de Ansite.
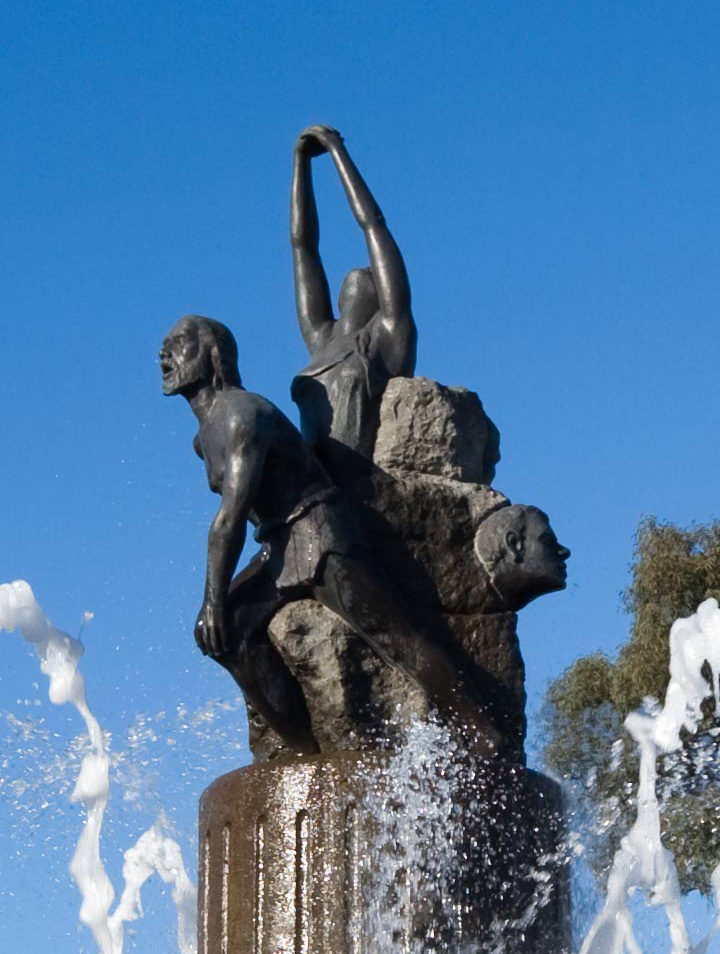
Doramas en el conjunto escultórico Volcán de Doramas (1981), obra de José Luis Marrero, en Arucas.
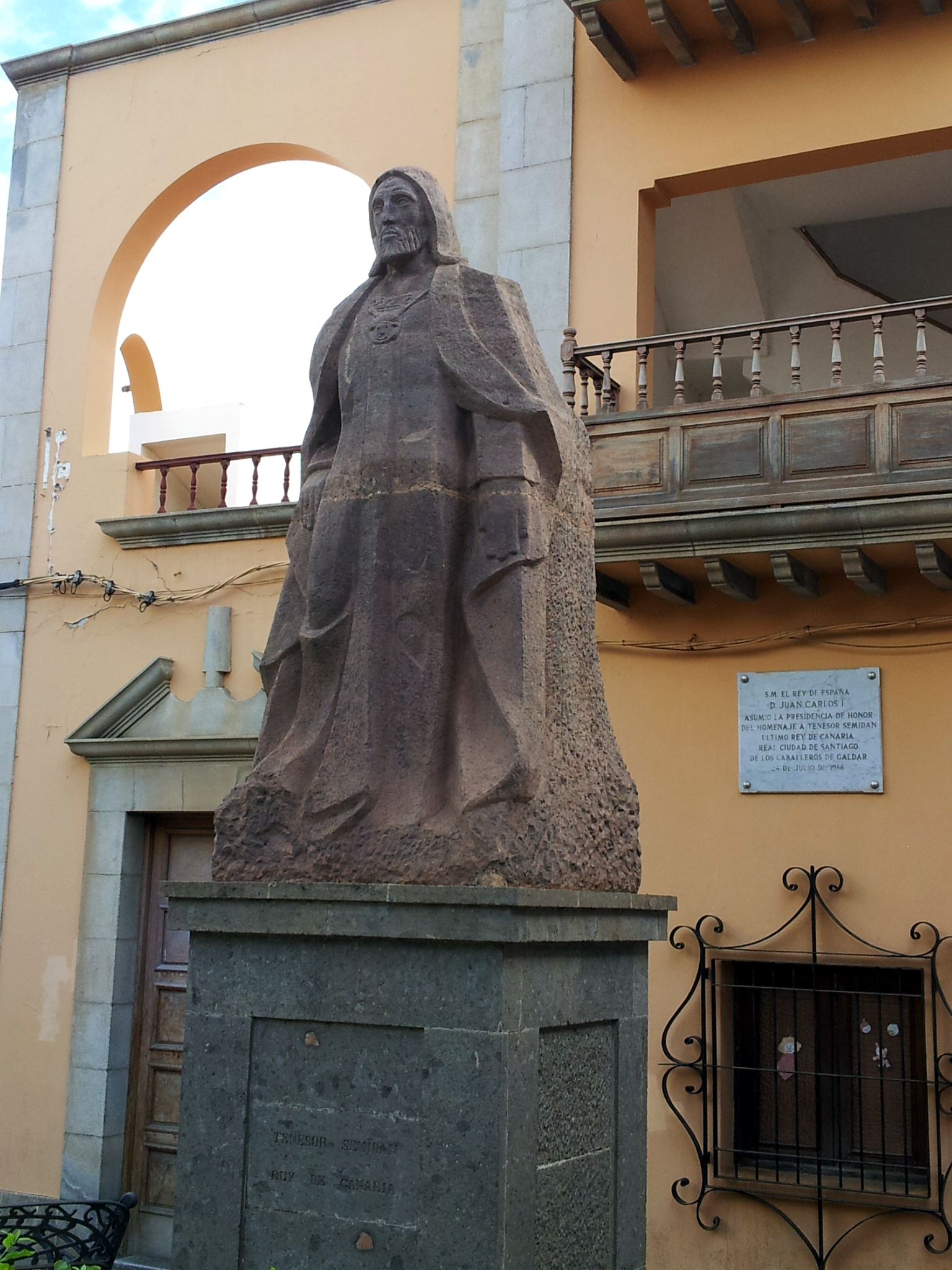
Estatua dedicada al guanarteme Tenesor Semidán (1986), obra de Juan Borges Linares, en Gáldar.
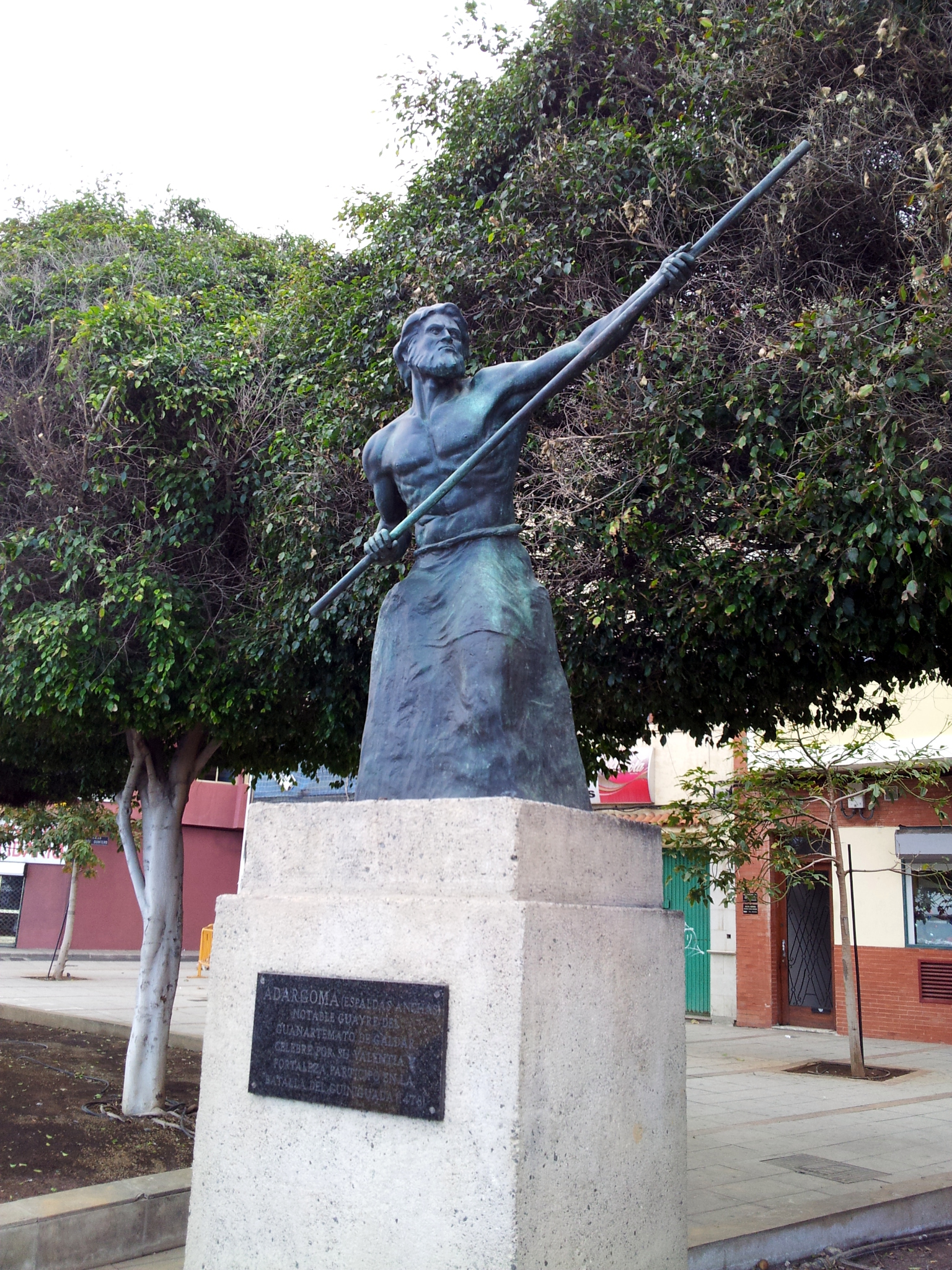
Escultura de Adargoma (1989 —pasada a bronce en 2010―), obra de Manolo González Muñoz, en Las Palmas de Gran Canaria.
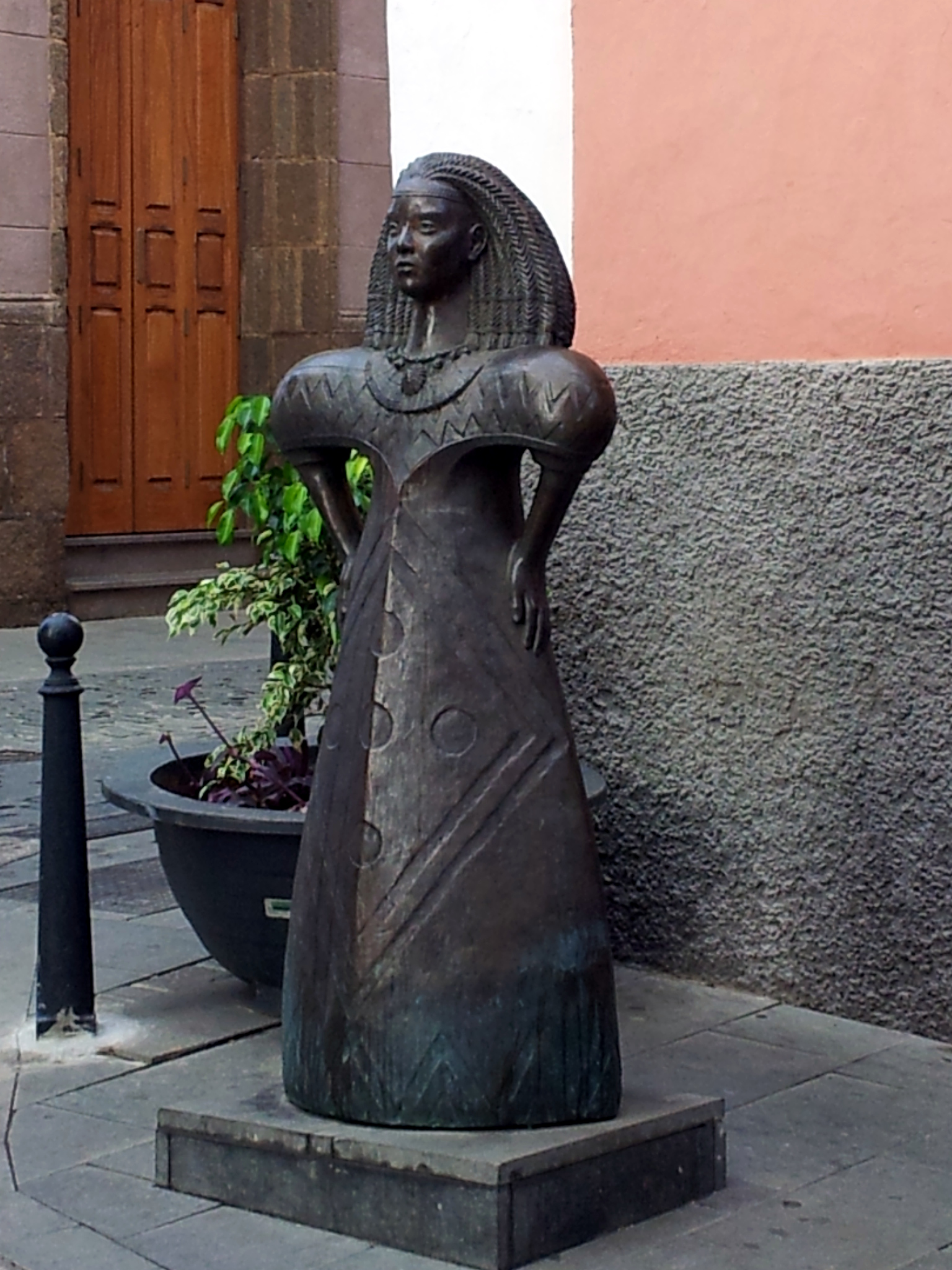
Escultura idealizada de Arminda Masequera, realizada por Diego Higueras en 2007 y situada frente al museo y parque arqueológico Cueva Pintada, en Gáldar.
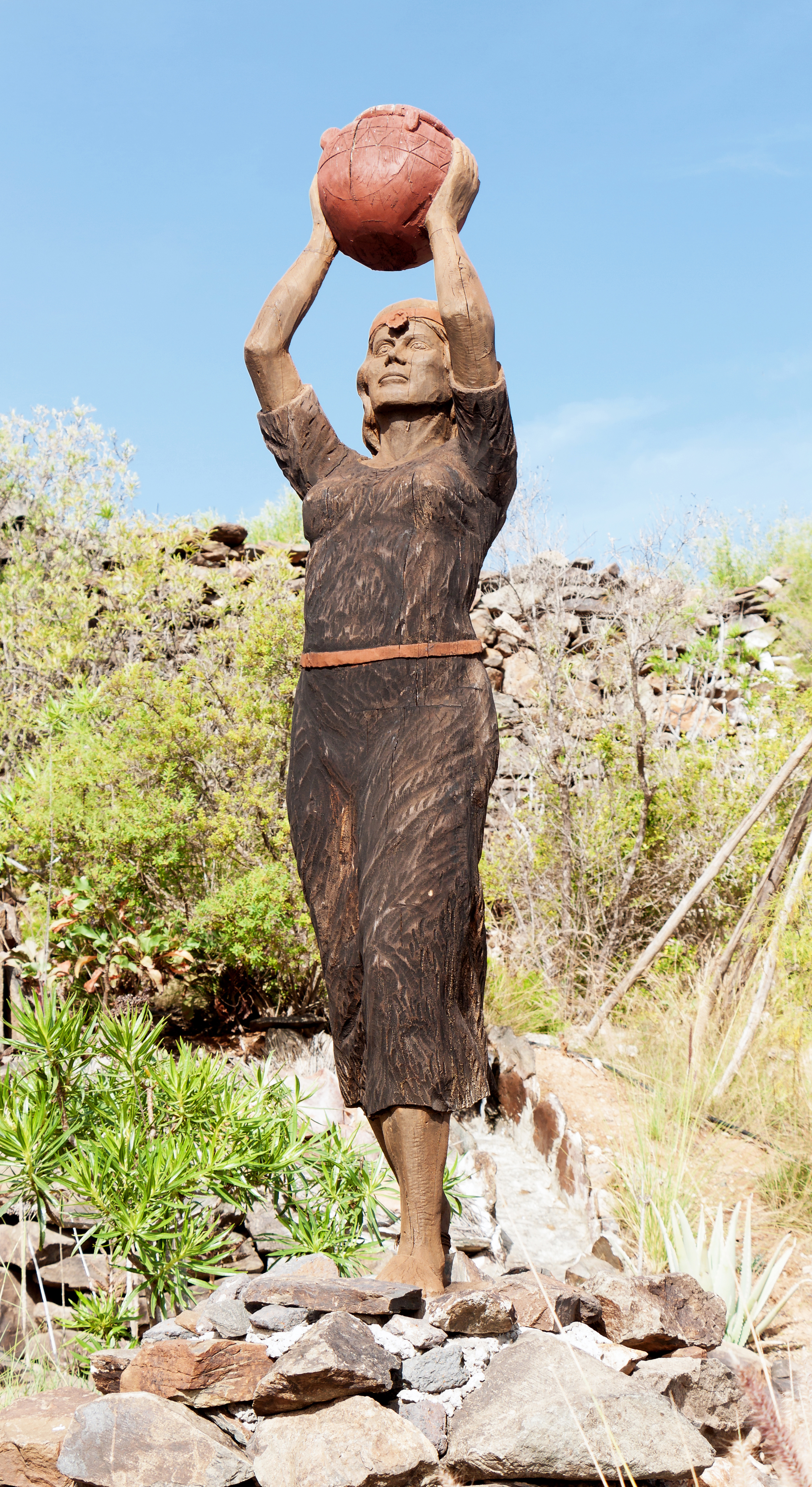
Estatua de una mujer aborigen en el parque temático Mundo Aborigen, Fataga (San Bartolomé de Tirajana).